# Indianapolis 500 2009

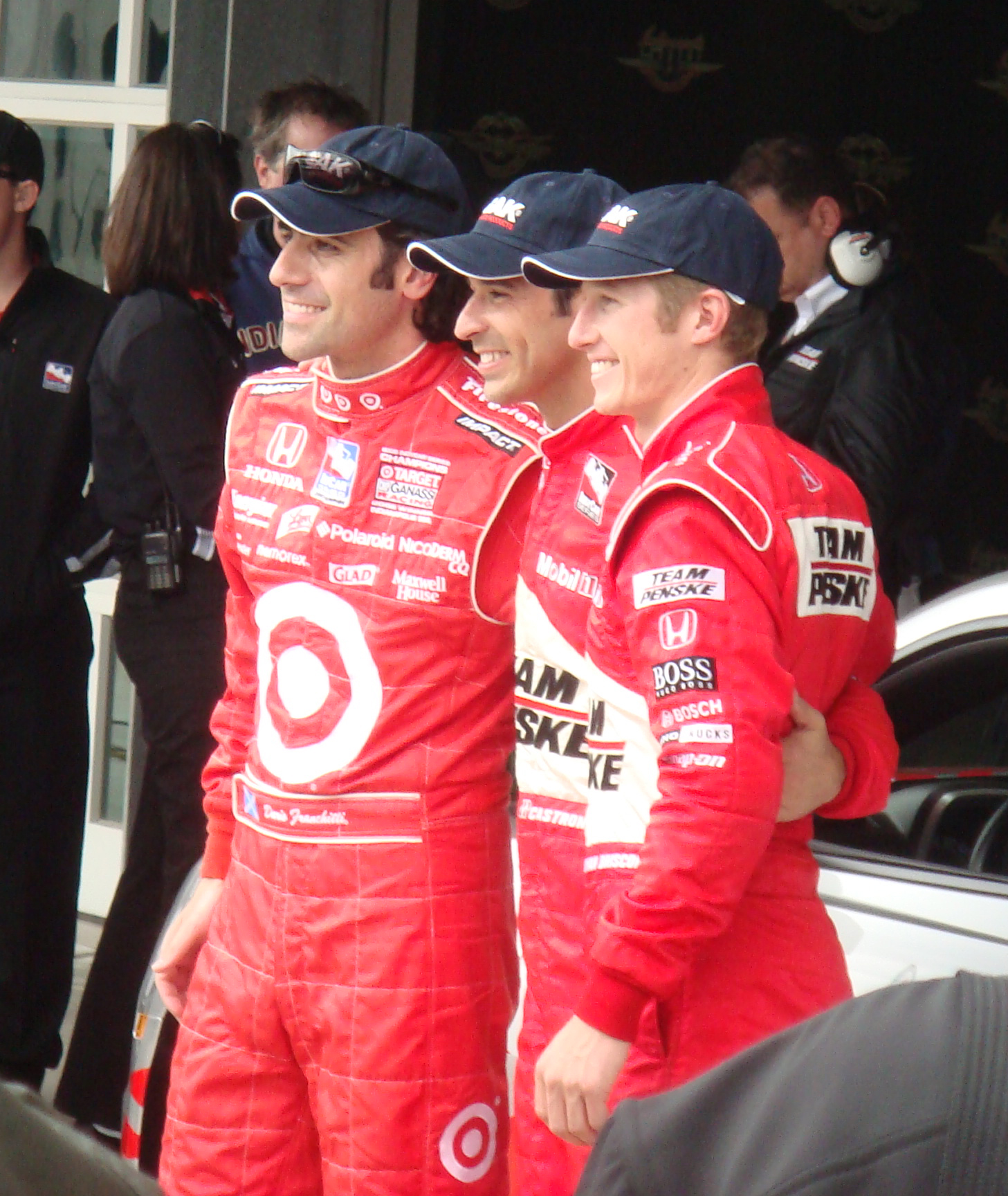
Dario Franchitti (links), der spätere Sieger Helio Castroneves und Ryan Bryscoe 2009 in Indianapolis nach der Qualifikation

Das 93. Indianapolis 500 (offiziell 93rd Running of the Indianapolis 500) auf dem Indianapolis Motor Speedway fand am 24. Mai 2009 statt und ging über eine Distanz von 200 Runden à 4,023 km, was einer Gesamtdistanz von 804,672 km entspricht.

## Bericht
Beim ersten fliegenden Startversuch war die dreireihige Aufstellung zu weit auseinandergezogen, der Start wurde abgebrochen. Beim zweiten Versuch konnte die grüne Flagge geschwenkt werden und das Rennen begann. Gleich in der ersten Runde waren sich Mario Moraes und Marco Andretti nicht einig über die Vorfahrt, was in einer Kollision endete und das erste Mal Gelb auslöste. Weitere Gelbphasen gab es in der 20. Runde wegen Ryan Hunter-Reay nach einem Unfall, Graham Rahal touchierte in der 56. Runde die Mauer und Davey Hamilton in Runde 83. Nach einem Antriebswellenbruch prallte Tony Kanaan mit hoher Geschwindigkeit in die Mauer. Glücklicherweise blieben alle Fahrer unverletzt. In der ersten Hälfte des Rennens tauschten Scott Dixon, Helio Castroneves und Dario Franchitti immer wieder die Führung. Franchitti hatte Probleme beim Nachtanken, als sich der Tankschlauch nicht mehr aus der Fassung ziehen ließ, fiel er zurück. Auf der Strecke überholte Castroneves mittlerweile den führenden Dixon. In der 173. Runde verunfallten Vítor Meira und Raphael Matos in Kurve 1. Bei der Kollision prallten beide Autos heftig in die Mauer, rutschten mehrere hundert Meter, wobei sich Meira überschlug aber wieder auf den Rädern landete. Meira brach sich bei diesem Zwischenfall zwei Wirbel, er konnte nach zwei Tagen das Spital wieder verlassen mit einer Rückenstütze. Matos erlitt einige Prellungen insbesondere am rechten Knie. In den letzten 15 Runden hatte Castroneves einen Vorsprung auf Dan Wheldon herausgefahren, Danica Patrick und Townsend Bell folgten auf den Rängen drei und vier. Castroneves feierte seinen dritten Indy 500-Sieg in seiner Karriere, nach den Jahren 2001 und 2002.

## Startaufstellung
| Reihe | Nr. | Innen             | Nr. | Mitte            | Nr. | Außen            |
| ----- | --- | ----------------- | --- | ---------------- | --- | ---------------- |
| 1     | 3   | Hélio Castroneves | 6   | Ryan Briscoe     | 10  | Dario Franchitti |
| 2     | 02  | Graham Rahal      | 9   | Scott Dixon      | 11  | Tony Kanaan      |
| 3     | 5   | Mario Moraes      | 26  | Marco Andretti   | 12  | Will Power       |
| 4     | 7   | Danica Patrick    | 99  | Alex Lloyd       | 2   | Raphael Matos    |
| 5     | 15  | Paul Tracy        | 14  | Vítor Meira      | 18  | Justin Wilson    |
| 6     | 27  | Hideki Mutoh      | 20  | Ed Carpenter     | 4   | Dan Wheldon      |
| 7     | 41  | A. J. Foyt IV     | 16  | Scott Sharp      | 67  | Sarah Fisher     |
| 8     | 44  | Davey Hamilton    | 06  | Robert Doornbos  | 8   | Townsend Bell    |
| 9     | 17  | Oriol Servià      | 19  | Tomas Scheckter  | 24  | Mike Conway      |
| 10    | 43  | John Andretti     | 13  | E. J. Viso       | 23  | Milka Duno       |
| 11    | 00  | Nelson Philippe   | 21  | Ryan Hunter-Reay | 36  | Alex Tagliani    |

## Klassifikationen

### Endresultat
| Pos. | Nr. | Fahrer                | Team                                                 | Rd. | Zeit/Rückstand | Führungsrunden | Start |
| ---- | --- | --------------------- | ---------------------------------------------------- | --- | -------------- | -------------- | ----- |
| 1    | 3   | Hélio Castroneves (W) | Team Penske                                          | 200 | 3:19:34.6427   | 66             | 1     |
| 2    | 4   | Dan Wheldon (W)       | Panther Racing                                       | 200 | 1.9819         |                | 18    |
| 3    | 7   | Danica Patrick        | Andretti Green Racing                                | 200 | 2.3350         |                | 10    |
| 4    | 8   | Townsend Bell         | KV Racing Technology                                 | 200 | 2.7043         |                | 24    |
| 5    | 12  | Will Power            | Team Penske                                          | 200 | 3.6216         |                | 9     |
| 6    | 9   | Scott Dixon (W)       | Chip Ganassi Racing                                  | 200 | 4.2988         | 73             | 5     |
| 7    | 10  | Dario Franchitti (W)  | Chip Ganassi Racing                                  | 200 | 4.9159         | 50             | 3     |
| 8    | 20  | Ed Carpenter          | Menards/Vision Racing                                | 200 | 5.5096         |                | 17    |
| 9    | 15  | Paul Tracy            | KV Racing Technology                                 | 200 | 6.5180         |                | 13    |
| 10   | 27  | Hideki Mutoh          | Andretti Green Racing                                | 200 | 7.3312         |                | 16    |
| 11   | 36  | Alex Tagliani (R)     | Conquest Racing                                      | 200 | 10.5351        |                | 33    |
| 12   | 19  | Tomas Scheckter       | Dale Coyne Racing                                    | 200 | 10.9874        |                | 26    |
| 13   | 99  | Alex Lloyd            | CGR/SSM Racing                                       | 200 | 11.1944        |                | 11    |
| 14   | 16  | Scott Sharp           | Panther Racing                                       | 200 | 11.4259        |                | 20    |
| 15   | 6   | Ryan Briscoe          | Team Penske                                          | 200 | 12.6695        | 11             | 2     |
| 16   | 41  | A. J. Foyt IV         | Foyt-Greer Racing                                    | 200 | 15.4867        |                | 19    |
| 17   | 67  | Sarah Fisher          | Sarah Fisher Racing                                  | 200 | 15.9774        |                | 21    |
| 18   | 24  | Mike Conway (R)       | Dreyer & Reinbold Racing                             | 200 | 16.3488        |                | 27    |
| 19   | 43  | John Andretti         | Dreyer & Reinbold Racing / Richard Petty Motorsports | 200 | 18.0868        |                | 28    |
| 20   | 23  | Milka Duno            | Dreyer & Reinbold Racing                             | 199 | 1 Rd.          |                | 30    |
| 21   | 14  | Vítor Meira           | A. J. Foyt Racing                                    | 173 | Unfall         |                | 14    |
| 22   | 2   | Raphael Matos (R)     | Luczo Dragon                                         | 173 | Unfall         |                | 12    |
| 23   | 18  | Justin Wilson         | Dale Coyne Racing                                    | 160 | Unfall         |                | 15    |
| 24   | 13  | E. J. Viso            | HVM Racing                                           | 139 | Lenkung        |                | 29    |
| 25   | 00  | Nelson Philippe (R)   | HVM Racing                                           | 130 | Unfall         |                | 31    |
| 26   | 17  | Oriol Servià          | Rahal Letterman                                      | 98  | Tankanlage     |                | 25    |
| 27   | 11  | Tony Kanaan           | Andretti Green Racing                                | 97  | Unfall         |                | 6     |
| 28   | 06  | Robert Doornbos (R)   | Newman/Haas/Lanigan Racing                           | 85  | Unfall         |                | 23    |
| 29   | 44  | Davey Hamilton        | Dreyer & Reinbold Racing / Kingdom Racing            | 79  | Unfall         |                | 22    |
| 30   | 26  | Marco Andretti        | Andretti Green Racing                                | 56  | Lenkung        |                | 8     |
| 31   | 02  | Graham Rahal          | Newman/Haas/Lanigan Racing                           | 55  | Unfall         |                | 4     |
| 32   | 21  | Ryan Hunter-Reay      | William Rast / Vision Racing                         | 19  | Unfall         |                | 32    |
| 33   | 5   | Mario Moraes          | KV Racing Technology                                 | 0   | Unfall         |                | 7     |

(R)=Rookie / (W)=früherer Gewinner / Reifen: alle mit Firestone / Motor: alle mit Honda / Chassis: alle mit Dallara / Gelbphasen: 8 für 61 Runden

## Führungsrunden
| Fahrer            | Team                  | Anzahl |
| ----------------- | --------------------- | ------ |
| Scott Dixon       | Chip Ganassi Racing   | 73     |
| Hélio Castroneves | Team Penske           | 66     |
| Dario Franchitti  | Andretti Green Racing | 20     |
| Ryan Briscoe      | Team Penske           | 11     |